# Zoropsis albertisi
Zoropsis albertisi là một loài nhện trong họ Zoropsidae.
Loài này thuộc chi Zoropsis. Zoropsis albertisi được miêu tả năm 1880 bởi Pavesi.